# Wojciech Dzieduszycki (politik)
Wojciech Dzieduszycki (13. července 1848 Jezupol – 23. března 1909 Vídeň) byl rakousko-uherský, respektive předlitavský (haličský) politik.

## Biografie
Za vlády Maxe Becka se stal ministrem pro haličské záležitosti. Funkci ministra zastával v období 2. června 1906 – 9. listopadu 1907.
Dlouhodobě působil v parlamentu. Ve volbách do Říšské rady roku 1879 získal mandát v Říšské radě (celostátní zákonodárný sbor), kde reprezentoval velkostatkářskou kurii v Haliči. Mandát obhájil ve volbách do Říšské rady roku 1885. Rezignace na jeho poslanecký mandát byla oznámena na schůzi 11. října 1887. Do vídeňského parlamentu byl opětovně zvolen v roce 1895, kdy dodatečně nastoupil 28. října 1895 místo Stanisława Cieńského, opět za velkostatkářskou kurii v Haliči. Poslanecké křeslo obhájil ve volbách do Říšské rady roku 1897 i volbách do Říšské rady roku 1901. Poslancem zůstal rovněž i po zavedení rovného volebního práva a zrušení kurií, kdy byl zvolen ve volbách do Říšské rady roku 1907 za volební obvod Halič 26. Zasedal zde do své smrti v roce 1909.
Od roku 1876 byl také poslancem Haličského zemského sněmu.
Patřil do východohaličské konzervativní skupiny (tzv. Podolacy).